# Urusi
Urusi est une antique ville, siège d'un diocèse chrétien d'Afrique romaine.

## Développement
La ville, prospère de 30 av. J.-C. à 640, est provisoirement identifiée avec les ruines de Henchir Soudga, dans l'actuelle Tunisie (gouvernorat de Siliana). Les ruines se trouvent juste à l'extérieur du parc national de Jebel Serj.
Les jeunes saints Cyriaque et Paule, originaires d'Urusi, sont martyrisés à Malaga dans la province romaine de Bétique, ou dans leur région d'origine ; ils sont flagellés entre 300 et 305 après avoir été lapidés et mis à l'épreuve de leur foi (fête le 18 juin).
Saint Mansuet d’Urusi (it) (Mansuetus), évêque de la ville, y est brûlé vif vers 430 ou 431, près de la Porta Furnitana, durant la persécution des Vandales de Genséric. Il est célébré par l'Église catholique avec l'évêque Pampinien de Vite le 28 novembre.
Le diocèse est recréé en 1933 comme siège titulaire, et il est inscrit dans l'Annuaire pontifical. Le siège est occupé par le cardinal Aquilino Bocos Merino jusqu'au 28 juin 2018 puis par le cardinal Fabio Baggio du 31 octobre 2024 au 11 janvier 2025.

## Source et bibliographie
- Hédi Slim, Ammar Mahjoubi, Khaled Belkhodja et Abdelmajid Ennabli, Histoire générale de la Tunisie, t. I : L'Antiquité, Paris, Maisonneuve et Larose, 2003, 460 p. (ISBN 978-2706816956), p. 396.